# Artemis III
Az Artemis III tervek szerint a NASA Artemis-programjának első Holdra szállása lesz és második repülése legénységgel. Az indítását 2027-re tervezik. 1972 és az Apollo–17 óta ez lesz az első holdra szállás emberi jelenléttel a fedélzeten. Az Artemis III legénységében lesz női űrhajós, aki az első nő lesz a Holdon, illetve színes bőrű űrhajós is, szintén elsőként.

## A küldetés
Az Artemis III a Hold déli sarkvidékén fog landolni. Négy űrhajós hagyja majd el a Földet az Orion fedélzetén, de a felszíni küldetéseken csak két tag fog részt venni, akik hat és fél napig maradnak majd a felszínen. A küldetés egyik célja, hogy eljuttassa az első nőt és az első színes bőrű személyt a Hold felszínére. A másik két űrhajós az Orion fedélzetén fog maradni. A Holdon lévő két űrhajós több űrsétát is el fog végezni, mintákat gyűjtenek és más kutató feladatokat végeznek el. Az Artemis III leszállása előtt a Holdra küldenek majd néhány kiegészítő felszerelést, köztük egy holdjárót, amit nagy távolságból is lehet majd irányítani. Több, egyébként árnyékolt területet is el tudnak majd érni, egy-egy rövid 5–15 kilométeres úttal, amit a holdjáróval könnyen meg tudnak tenni.

## Az űrhajó
2019 májusában a NASA tizenegy vállalatot bízott meg egy többelemes leszállórendszer terveinek elkészítésére. Ennek a járműnek kell majd landolni a Holdon és a felszíni küldetés befejezése után visszavinni a lent tartózkodó űrhajósokat a Lunar Gatewayre.
2020 áprilisában végül három járművet választottak ki: a Blue Origin Integrated Lander járművét, a Dynetics ALPACA és a SpaceX Starshipjét.

### Space Launch System
A Space Launch System szupernehéz hordozórakéta, ami az Orion űrhajót eljuttatja a Földtől a Hold körüli pályára. Ez lesz az utolsó repülés, ami az SLS Block 1-et használja, az első három küldetésre kifejlesztett verziót. Az Artemis IV-től kezdődően, legalább a kilencedik misszióig, a  SLS Block 1B-t fogják használatba venni, aminek felső fokozata sokkal nagyobb, mint az előzőnek, illetve több terhet fog tudni szállítani.

### Orion
Az Orion űrhajót használják az összes Artemis-küldetés alatt. A személyzetet a Földről a Lunar Gateway-hez szállítja, majd visszahozza őket a Földre. Kapacitása négy fő, illetve akár másodlagos tehert is tud szállítani mélyűri küldetésekre.

### Lunar Gateway
A Lunar Gateway egy kis méretű űrállomás, amit az Artemis III előtt terveznek összeállítani közel egyenes vonalú halopályán. Az HLS és az Orion is dokkolva lesz az űrállomásra, hogy a kettő közötti átszállás kivitelezhető lehessen. Az Artemis III ennek ellenére nem függ az űrállomástól, hogy lecsökkentsék annak az esélyét, hogy az egész küldetést el kelljen halasztani. Ha a Gateway még nem készül el, vagy nem elérhető a küldetés, az űrhajósok közvetlenül fognak átszállni az Orionból az HLS-be.

### Starship HLS

Az Artemis III küldetés terve, a Starship HLS felküldését beleértve

2019 májusában a NASA tizenegy vállalatot bízott meg egy többelemes leszállórendszer terveinek elkészítésére. 2020 áprilisában végül három járművet választottak ki: a Blue Origin Integrated Lander járművét, a Dynetics ALPACA és a SpaceX Starshipjét. 2021. április 16-án a végső döntés a Starship HLS kifejlesztésére és annak Hold körüli pályára állítására esett. A megrendelés szerint a járművet alacsony Föld körüli pályán feltöltik üzemanyaggal több repülés alatt, majd Hold körüli pályára állítják azt. Két űrhajós fog az Orionból átlépni az HLS-be, ami a Hold felszínére fog leszállni, majd 6,5 nappal később visszatér az Orionra. Az űrhajósok visszatérése után Nap körüli pályára áll az HLS, űrszemétté válik.

## Története
2017 decemberében a Trump-kormány elfogadta a Holdra szállás terveit, létrehozva a programot, ami később az Artemis nevet kapta és az Orion űrhajót használta, a Hold körüli pályán létrehozott űrállomás mellett. Eredetileg Exploration Mission–3 néven született meg, a küldetés célja az volt, hogy négy űrhajóst küldjön közel egyenes vonalú halopályára a Hold körül, illetve, hogy leszállítsa a Lunar Gateway ESPRIT és Utilization moduljait. 2019 májusára ás ESPRIT-t és a Utilization Module-t (napjainkban, együtt: HALO) újratervezték és külön kereskedelmi hordozórakétával fogják pályájára szállítani. Az Artemis III új célja az lett, hogy előre hozza az első tervezett Holdra szállást, remélhetőleg 2024 végére, a kormány elvárásai szerint. Az Orion találkozott volna a még csak nagyon kezdeti állapotban lévő űrállomással, hogy az űrhajósok átszállhassanak a Human Landing Systembe.
2020 első hónapjaira az Orion és az HLS dokkolását az űrállomással teljesen elvetették, a két űrjármű teljesítményeinek egyedüli bemutatásáért és a Lunar Gateway, a programtól független fejlesztéséért.
2021. augusztus 10-én a felügyelői iroda által kiadott jelentés szerint a küldetéshez szükséges űrruhák nem fognak elkészülni legalább 2025 áprilisáig, ezzel valószínűleg elhalasztva a küldetés tervezett 2024-es indítását. A jelentésre válaszként a SpaceX bejelentette, hogy ők tudnak űrruhákat adni a küldetéshez.
2021. november 9-én a NASA igazgatója, Bill Nelson megerősítette, hogy az Artemis III leghamarabb 2025-ben fog megtörténni.